# Westharzer Rotliegendes

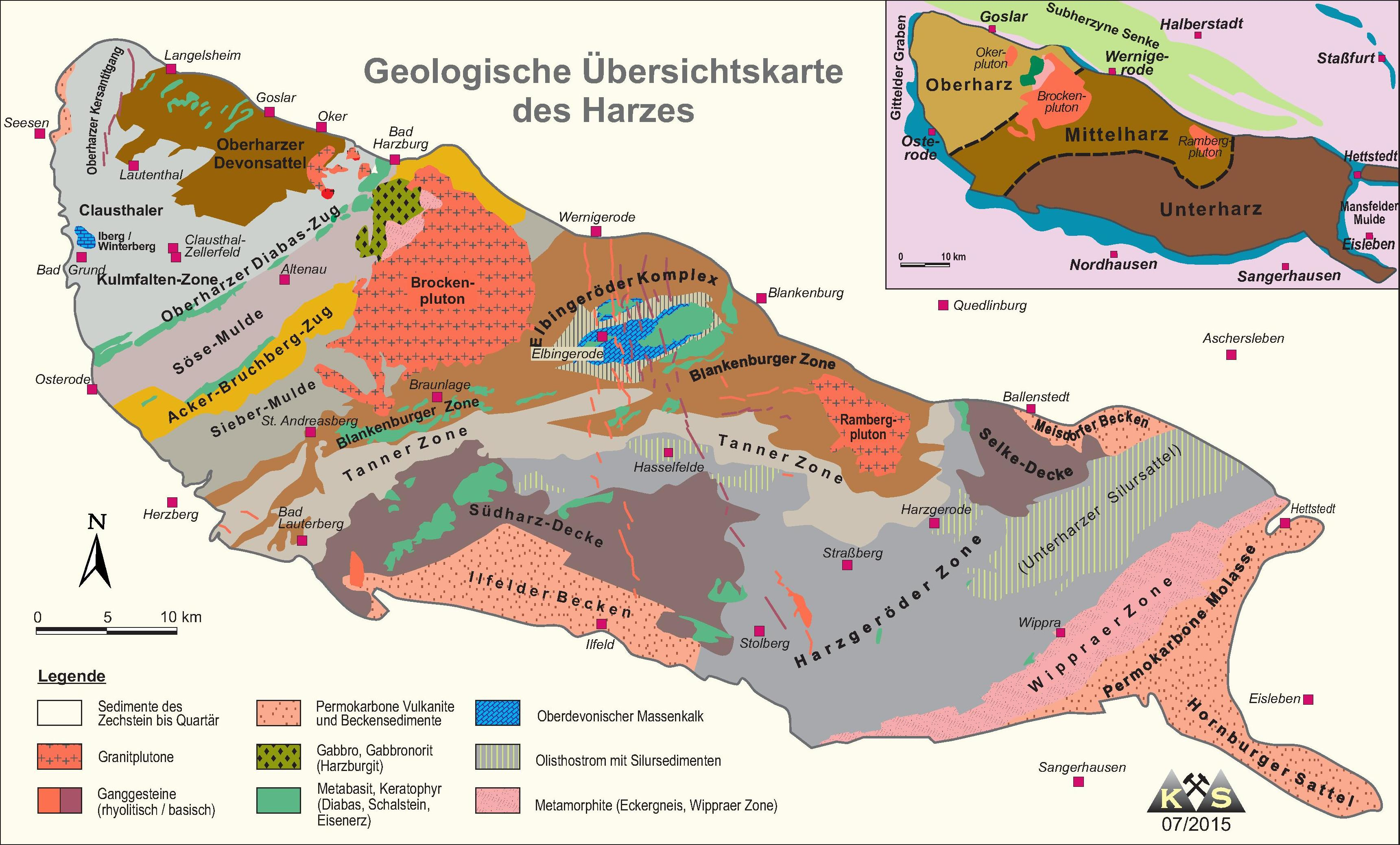
Geologische Übersichtskarte des Harzes (K. Stedingk, Landesamt für Geologie und Bergwesen Sachsen-Anhalt)

Das Westharzer Rotliegende ist ein Rotliegendbecken am westlichen Harzrand bei Seesen - Neuekrug.
Dort sind geringmächtige klastische Gesteine aufgeschlossen, die schwellenwärts auskeilen und zur Randfazies des Norddeutschen Rotliegend-Beckens gehören.

Der Geologe und Paläontologe Axel Born merkte zu den Vorkommen bei Neuekrug an: 

„Das von E. Kaiser und Siegert (Jahrb. preuss. geol. Landesanst. Bd. 26. 1905. S. 357) als Ober-rotliegendes gedeutete Vorkommen von Neuekrug bei Hahausen bis Münchehof südlich Seesen, am NW-Rand des Harzes, liegt 15 m mächtig zwischen Kulm und Zechstein, eine lokale Bildung ohne Zusammenhang mit dem Hauptsedimentationsgebiet im S.“

Eingesenkte große Rotliegendbecken im Harz sind auch das Ilfelder Becken, das Meisdorfer Becken und das Ostharzer Rotliegende.